# Llista de monuments del Vallès Occidental
Llista de monuments del Vallès Occidental inclosos en l'Inventari del Patrimoni Arquitectònic Català per la comarca del Vallès Occidental. Inclou els inscrits en el Registre de Béns Culturals d'Interès Nacional (BCIN) amb la classificació de monuments històrics i els Béns Culturals d'Interès Local (BCIL) de caràcter arquitectònic.

## Badia del Vallès
Actualment no té cap element inventariat.

## Barberà del Vallès
| Monument                                        | Protecció      | Estil/època                   | Localització                                                      | Coordenades                                            | Codi?         | Imatge |
| ----------------------------------------------- | -------------- | ----------------------------- | ----------------------------------------------------------------- | ------------------------------------------------------ | ------------- | --- |
| Castell de Barberà                              | BCIN 511-MH    | Medieval, XVII, XVIII, XIX-XX | Barberà del Vallès Av. del Castell de Barberà, 39-47              | 41° 31′ 15″ N, 2° 08′ 39″ E / 41.520702°N,2.144289°E   | RI-51-0005198 | Castell de Barberà (Barberà del Vallès) · Vegeu més fotos d'aquest monument · Carregueu una nova foto d'aquest monument      |
| Església de Santa Maria de Barberà, La Romànica | BCIN 906-MH-EN | Romànic XI-XII                | Barberà del Vallès Ronda de Santa Maria                           | 41° 31′ 37″ N, 2° 07′ 36″ E / 41.526830°N,2.126757°E   | RI-51-0010160 | Església de Santa Maria (Barberà del Vallès) · Vegeu més fotos d'aquest monument · Carregueu una nova foto d'aquest monument |
| Torre de Ca n'Altimira                          |                | Romànic XI                    | Barberà del Vallès Al costat del cementiri                        | 41° 31′ 29″ N, 2° 08′ 20″ E / 41.52467°N,2.13902°E     | IPA-27252     | Torre de Ca n'Altimira (Barberà del Vallès) · Vegeu més fotos d'aquest monument · Carregueu una nova foto d'aquest monument  |
| Mercat Onze de Setembre                         |                | Darreres tendències XX        | Barberà del Vallès C. de l'Assumpció                              | 41° 31′ 05″ N, 2° 07′ 30″ E / 41.5179361°N,2.1249908°E | IPA-27253     | Mercat Onze de Setembre (Barberà del Vallès) · Vegeu més fotos d'aquest monument · Carregueu una nova foto d'aquest monument |
| Molí Vermell                                    |                | Obra popular XVII             | Barberà del Vallès                                                | 41° 31′ 13″ N, 2° 08′ 19″ E / 41.520215°N,2.138550°E   | IPA-27254     | Molí Vermell (Barberà del Vallès) · Vegeu més fotos d'aquest monument · Carregueu una nova foto d'aquest monument            |
| Molí d'en Santo o Mas Pons                      |                | Obra popular XVII             | Barberà del Vallès                                                | 41° 31′ 36″ N, 2° 07′ 54″ E / 41.526541°N,2.131670°E   | IPA-27255     | Molí d'en Santo (Barberà del Vallès) · Vegeu més fotos d'aquest monument · Carregueu una nova foto d'aquest monument         |
| Can Salvatella, Mas Ruf                         |                | Obra popular XV               | Barberà del Vallès                                                | 41° 30′ 46″ N, 2° 08′ 37″ E / 41.512683°N,2.143701°E   | IPA-27256     | Carregueu una nova foto d'aquest monument                                                                                    |
| Torre d'en Mateu                                |                | Obra popular XVI              | Barberà del Vallès                                                | 41° 30′ 40″ N, 2° 08′ 33″ E / 41.51115°N,2.14258°E     | IPA-27257     | Carregueu una nova foto d'aquest monument                                                                                    |
| Grup d'habitatges                               |                | Darreres tendències XX Mitjan | Barberà del Vallès Pg. Dr. Moragas, 137-197 - av. Generalitat, 68 |                                                        | IPA-27260     | Carregueu una nova foto d'aquest monument                                                                                    |

## Castellar del Vallès
Vegeu la llista de monuments de Castellar del Vallès

## Castellbisbal
| Monument                                   | Protecció    | Estil/època                  | Localització                                                                     | Coordenades                                            | Codi?         | Imatge |
| ------------------------------------------ | ------------ | ---------------------------- | -------------------------------------------------------------------------------- | ------------------------------------------------------ | ------------- | --- |
| Arc romà d'accés al pont                   | BCIN 89-MH   | Romà                         | Castellbisbal                                                                    | 41° 28′ 30″ N, 1° 56′ 18″ E / 41.475006°N,1.938318°E   | RI-51-0000310 | Arc romà d'accés al pont (Castellbisbal) · Vegeu més fotos d'aquest monument · Carregueu una nova foto d'aquest monument            |
| Castell de Castellbisbal                   | BCIN 634-MH  | Medieval                     | Castellbisbal                                                                    | 41° 28′ 26″ N, 1° 58′ 25″ E / 41.473891°N,1.973706°E   | RI-51-0005245 | Castell de Castellbisbal (Castellbisbal) · Vegeu més fotos d'aquest monument · Carregueu una nova foto d'aquest monument            |
| El Telègraf, o Torre Fossada               | BCIN 1028-MH | XIX                          | Castellbisbal Turó del Telègraf, accés des de la urbanització Costablanca        | 41° 28′ 28″ N, 1° 56′ 30″ E / 41.474454°N,1.941775°E   | RI-51-0005529 | El Telègraf (Castellbisbal) · Vegeu més fotos d'aquest monument · Carregueu una nova foto d'aquest monument                         |
| Can Ribot                                  | BCIL 2008    | Obra popular                 | Castellbisbal Ctra. de Castellbisbal a Terrassa, km 7,5                          | 41° 30′ 26″ N, 1° 58′ 59″ E / 41.5072672°N,1.9831694°E | IPA-27362     | Can Ribot (Castellbisbal) · Vegeu més fotos d'aquest monument · Carregueu una nova foto d'aquest monument                           |
| Can Margarit, o Can Carafí de Can Margarit | BCIL 2008    | XIX Final                    | Castellbisbal C. Major, 183 - c. Font del Cabrer                                 | 41° 28′ 47″ N, 1° 58′ 53″ E / 41.4796976°N,1.9813009°E | IPA-27364     | Can Margarit (Castellbisbal) · Vegeu més fotos d'aquest monument · Carregueu una nova foto d'aquest monument                        |
| Can Nicolau de Baix                        | BCIL 2008    | Obra popular                 | Castellbisbal Ctra. de Martorell a Terrassa, km 4,8                              | 41° 29′ 26″ N, 1° 57′ 48″ E / 41.4905089°N,1.9634501°E | IPA-27365     | Carregueu una nova foto d'aquest monument                                                                                           |
| Can Costa                                  | BCIL 2008    | Obra popular XX Inici        | Castellbisbal Ctra. de Castellbisbal a Terrassa, km 4,8                          | 41° 29′ 27″ N, 1° 58′ 55″ E / 41.4909093°N,1.9820596°E | IPA-27366     | Can Costa (Castellbisbal) · Vegeu més fotos d'aquest monument · Carregueu una nova foto d'aquest monument                           |
| Can Pedrerol de Baix, Casa Gomis           | BCIL 2008    | Modernisme XX Inici          | Castellbisbal Barri del Canyet                                                   | 41° 26′ 47″ N, 1° 59′ 36″ E / 41.4462608°N,1.9933643°E | IPA-27367     | Can Pedrerol de Baix (Castellbisbal) · Vegeu més fotos d'aquest monument · Carregueu una nova foto d'aquest monument                |
| Casal de Benviure                          | BCIL 2008    | Obra popular XX Mitjan       | Castellbisbal Ctra. de l'Estació - camí de Can Coromines                         | 41° 28′ 35″ N, 1° 57′ 56″ E / 41.4763854°N,1.9654238°E | IPA-27368     | Casal de Benviure (Castellbisbal) · Vegeu més fotos d'aquest monument · Carregueu una nova foto d'aquest monument                   |
| Can Campanyà                               | BCIL 2008    | Obra popular                 | Castellbisbal Polígon industrial Compte de Sert                                  | 41° 29′ 02″ N, 1° 59′ 23″ E / 41.4837993°N,1.9898608°E | IPA-27369     | Can Campanyà (Castellbisbal) · Vegeu més fotos d'aquest monument · Carregueu una nova foto d'aquest monument                        |
| Can Canyadell                              | BCIL 2008    | Obra popular XIX Mitjan      | Castellbisbal Ctra. Castellbisbal a Terrassa, km 7,7                             | 41° 30′ 37″ N, 1° 59′ 01″ E / 41.5101796°N,1.9835193°E | IPA-27370     | Can Canyadell (Castellbisbal) · Vegeu més fotos d'aquest monument · Carregueu una nova foto d'aquest monument                       |
| Can Santeugeni                             | BCIL 2008    | Obra popular                 | Castellbisbal Ctra. Castellbisbal a Terrassa, km 3                               | 41° 29′ 27″ N, 1° 57′ 14″ E / 41.4907566°N,1.9539945°E | IPA-27371     | Can Santeugeni (Castellbisbal) · Vegeu més fotos d'aquest monument · Carregueu una nova foto d'aquest monument                      |
| Can Pedrerol de Dalt                       | BCIL 2008    | Obra popular                 | Castellbisbal Polígon industrial Santa Rita                                      | 41° 27′ 31″ N, 1° 59′ 34″ E / 41.4585502°N,1.9927312°E | IPA-27372     | Carregueu una nova foto d'aquest monument                                                                                           |
| Església de Sant Vicenç de Benviure        |              | Gòtic tardà, renaixement XVI | Castellbisbal Pl. de l'Església, 1-3                                             | 41° 28′ 31″ N, 1° 58′ 50″ E / 41.4752143°N,1.9805447°E | IPA-27373     | Església de Sant Vicenç de Benviure (Castellbisbal) · Vegeu més fotos d'aquest monument · Carregueu una nova foto d'aquest monument |
| Rectoria                                   |              | Obra popular XIX             | Castellbisbal Pl. de l'Església, 1-3                                             | 41° 28′ 30″ N, 1° 58′ 51″ E / 41.4750903°N,1.9807742°E | IPA-27374     | Rectoria (Castellbisbal) · Vegeu més fotos d'aquest monument · Carregueu una nova foto d'aquest monument                            |
| Fanal de la plaça                          | BCIL 2008    |                              | Castellbisbal Pl. de l'Església                                                  | 41° 28′ 30″ N, 1° 58′ 50″ E / 41.4749449°N,1.9806328°E | IPA-40222     | Fanal de la plaça (Castellbisbal) · Vegeu més fotos d'aquest monument · Carregueu una nova foto d'aquest monument                   |
| Can Nicolau de Dalt                        | BCIL 2008    | XIX                          | Castellbisbal Barri de Can Nicolau de Dalt                                       | 41° 30′ 11″ N, 1° 57′ 49″ E / 41.5031395°N,1.9637279°E | IPA-40223     | Carregueu una nova foto d'aquest monument                                                                                           |
| Can Sala                                   | BCIL 2008    | Eclecticisme XIX Final       | Castellbisbal C. Montserrat, 5                                                   | 41° 28′ 44″ N, 1° 58′ 57″ E / 41.4788883°N,1.9824634°E | IPA-40224     | Carregueu una nova foto d'aquest monument                                                                                           |
| Can Fuster                                 | BCIL 2008    | XVIII                        | Castellbisbal C. Anselm Clavé, 48                                                | 41° 28′ 19″ N, 1° 58′ 43″ E / 41.471964°N,1.9786556°E  | IPA-40225     | Can Fuster (Castellbisbal) · Vegeu més fotos d'aquest monument · Carregueu una nova foto d'aquest monument                          |
| Ca n'Estaper                               | BCIL 2008    | XVII                         | Castellbisbal Polígon industrial Ca n'Estapé                                     | 41° 28′ 17″ N, 2° 00′ 05″ E / 41.4714074°N,2.0014302°E | IPA-40226     | Ca n'Estaper (Castellbisbal) · Vegeu més fotos d'aquest monument · Carregueu una nova foto d'aquest monument                        |
| Can Riquer                                 | BCIL 2008    | XVIII                        | Castellbisbal Av. Campanyà, 5, Polígon industrial Comte de Sert                  | 41° 28′ 55″ N, 1° 59′ 05″ E / 41.4819434°N,1.9846913°E | IPA-40227     | Can Riquer (Castellbisbal) · Vegeu més fotos d'aquest monument · Carregueu una nova foto d'aquest monument                          |
| Ermita de Sant Joan                        | BCIL 2008    | XVIII                        | Castellbisbal Polígon industrial de Ca n'Estaper                                 | 41° 28′ 14″ N, 2° 00′ 06″ E / 41.4705358°N,2.0016831°E | IPA-40228     | Ermita de Sant Joan (Castellbisbal) · Vegeu més fotos d'aquest monument · Carregueu una nova foto d'aquest monument                 |
| Can Coromines                              | BCIL 2008    | XVII-XVIII                   | Castellbisbal Crta. BV-1501, km 1,3                                              | 41° 28′ 36″ N, 1° 57′ 56″ E / 41.4766917°N,1.9654309°E | IPA-40229     | Can Coromines (Castellbisbal) · Vegeu més fotos d'aquest monument · Carregueu una nova foto d'aquest monument                       |
| Can Flavià de les Illes                    | BCIL 2008    | XVIII-XIX                    | Castellbisbal Ctra. d'Olesa BV-1201, km 4,3                                      | 41° 29′ 34″ N, 1° 55′ 39″ E / 41.4926646°N,1.9274288°E | IPA-40230     | Carregueu una nova foto d'aquest monument                                                                                           |
| Ca n'Ametller                              | BCIL 2008    | XVIII-XIX, XX                | Castellbisbal Serra de l'Ametller, riera de Salzes                               | 41° 30′ 17″ N, 1° 57′ 31″ E / 41.5046155°N,1.9586121°E | IPA-40231     | Carregueu una nova foto d'aquest monument                                                                                           |
| Can Puig                                   | BCIL 2008    | XIX                          | Castellbisbal A l'oest de la serra de l'Ametller                                 | 41° 30′ 04″ N, 1° 56′ 51″ E / 41.5011808°N,1.9474048°E | IPA-40232     | Carregueu una nova foto d'aquest monument                                                                                           |
| Can Segarra                                | BCIL 2008    | XVIII-XIX                    | Castellbisbal A l'oest de la serra de l'Ametller                                 | 41° 30′ 01″ N, 1° 56′ 42″ E / 41.5003206°N,1.9449506°E | IPA-40233     | Carregueu una nova foto d'aquest monument                                                                                           |
| Can Pastallé                               | BCIL 2008    | XV                           | Castellbisbal A l'oest de la serra de l'Ametller                                 | 41° 29′ 54″ N, 1° 56′ 49″ E / 41.498438°N,1.9468981°E  | IPA-40234     | Carregueu una nova foto d'aquest monument                                                                                           |
| Ca n'Oliveró                               | BCIL 2008    | XVII-XIX                     | Castellbisbal Vora de la ctra. de Terrassa a Martorell                           | 41° 29′ 49″ N, 1° 58′ 04″ E / 41.4969425°N,1.9677324°E | IPA-40235     | Ca n'Oliveró (Castellbisbal) · Vegeu més fotos d'aquest monument · Carregueu una nova foto d'aquest monument                        |
| Ermita de Sant Quintí                      | BCIL 2008    | Romànic XI                   | Castellbisbal A 400 m de Can Pedrerol de Baix, barri del Canyet                  | 41° 26′ 43″ N, 1° 59′ 35″ E / 41.4454013°N,1.9929227°E | IPA-27359     | Ermita de Sant Quintí (Castellbisbal) · Vegeu més fotos d'aquest monument · Carregueu una nova foto d'aquest monument               |
| Can Cases del Riu                          | BCIL 2008    | Obra popular                 | Castellbisbal Al costat del ferrocarril de Tarragona-Barcelona, barri del Canyet | 41° 27′ 11″ N, 1° 58′ 58″ E / 41.4531031°N,1.9827587°E | IPA-27361     | Carregueu una nova foto d'aquest monument                                                                                           |
| Ca n'Elies                                 | BCIL 2008    | Obra popular                 | Castellbisbal Ctra. de Castellbisbal a Terrassa, km 7, barri del Canyet          | 41° 29′ 58″ N, 1° 59′ 03″ E / 41.4993491°N,1.984108°E  | IPA-27363     | Ca n'Elies (Castellbisbal) · Vegeu més fotos d'aquest monument · Carregueu una nova foto d'aquest monument                          |
| Ermita de Sant Vicenç del Castell          | BCIL 2008    | Obra popular                 | Castellbisbal Serrat de les Garses                                               | 41° 28′ 26″ N, 1° 58′ 25″ E / 41.4739727°N,1.973606°E  | IPA-27360     | Ermita de Sant Vicenç del Castell (Castellbisbal) · Vegeu més fotos d'aquest monument · Carregueu una nova foto d'aquest monument   |

El Pont del Diable o Pont Romà està entre els municipis de Castellbisbal i Martorell (Baix Llobregat). Vegeu també la llista de monuments de Martorell.

## Cerdanyola del Vallès
Vegeu la llista de monuments de Cerdanyola del Vallès

## Gallifa
| Monument                                                                           | Protecció   | Estil/època                    | Localització                                | Coordenades                                          | Codi?         | Imatge |
| ---------------------------------------------------------------------------------- | ----------- | ------------------------------ | ------------------------------------------- | ---------------------------------------------------- | ------------- | --- |
| Castell de Gallifa, o Santuari ecològic                                            | BCIN 876-MH | Obra popular, romànic Medieval | Gallifa Trencall a la ctra. de Sant Llorenç | 41° 41′ 17″ N, 2° 06′ 40″ E / 41.688090°N,2.111173°E | RI-51-0005482 | Castell de Gallifa · Vegeu més fotos d'aquest monument · Carregueu una nova foto d'aquest monument                            |
| Església de la Mare de Déu del Grau                                                | BCIL 1999   | Romànic XII                    | Gallifa                                     | 41° 40′ 42″ N, 2° 07′ 44″ E / 41.678334°N,2.128854°E | IPA-17798     | Carregueu una nova foto d'aquest monument                                                                                     |
| Església de Sant Pere i Sant Feliu de Gallifa                                      |             | Romànic XI-XII                 | Gallifa Camí del Racó                       | 41° 41′ 42″ N, 2° 06′ 46″ E / 41.695129°N,2.112733°E | IPA-27430     | Església de Sant Pere i Sant Feliu de Gallifa · Vegeu més fotos d'aquest monument · Carregueu una nova foto d'aquest monument |
| Can Bosch                                                                          |             | Obra popular XVIII             | Gallifa Camí de la Rectoria                 | 41° 41′ 31″ N, 2° 06′ 27″ E / 41.692029°N,2.107567°E | IPA-27432     | Carregueu una nova foto d'aquest monument                                                                                     |
| Mas el Racó                                                                        |             | Obra popular                   | Gallifa Al costat de l'església parroquial  | 41° 41′ 43″ N, 2° 06′ 47″ E / 41.695143°N,2.112986°E | IPA-27434     | Carregueu una nova foto d'aquest monument                                                                                     |
| Ermita de Sant Sadurní de la Roca, Sant Sadurní de Gallifa o Sant Sadurní del Mont |             | Preromànic, romànic X-XI, XII  | Gallifa Camí de Can Sobregrau               | 41° 42′ 10″ N, 2° 07′ 23″ E / 41.702826°N,2.123059°E | IPA-27435     | Ermita de Sant Sadurní de la Roca (Gallifa) · Vegeu més fotos d'aquest monument · Carregueu una nova foto d'aquest monument   |
| Masia de Can Sobregrau                                                             |             | Gòtic, Neoclassicisme XIII     | Gallifa Sota els cingles de Sant Salvador   | 41° 41′ 52″ N, 2° 06′ 31″ E / 41.697820°N,2.108610°E | IPA-27436     | Masia de Can Sobregrau (Gallifa) · Vegeu més fotos d'aquest monument · Carregueu una nova foto d'aquest monument              |
| Ca n'Argemí                                                                        |             | Obra popular XVIII             | Gallifa El Raval                            | 41° 41′ 33″ N, 2° 06′ 47″ E / 41.692537°N,2.113063°E | IPA-27439     | Carregueu una nova foto d'aquest monument                                                                                     |
| Rectoria                                                                           |             | Obra popular XVIII, XX         | Gallifa El Raval                            | 41° 41′ 35″ N, 2° 06′ 44″ E / 41.693127°N,2.112158°E | IPA-27440     | Rectoria (Gallifa) · Vegeu més fotos d'aquest monument · Carregueu una nova foto d'aquest monument                            |
| Pont de Gallifa                                                                    |             | Obra popular                   | Gallifa Sobre el torrent de Gallifa         |                                                      | IPA-37038     | Carregueu una nova foto d'aquest monument                                                                                     |

## Matadepera
Vegeu la llista de monuments de Matadepera

## Montcada i Reixac
Vegeu la llista de monuments de Montcada i Reixac

## Palau-solità i Plegamans
Vegeu la llista de monuments de Palau-solità i Plegamans

## Polinyà
| Monument                                              | Protecció | Estil/època                      | Localització                                                  | Coordenades                                            | Codi?     | Imatge |
| ----------------------------------------------------- | --------- | -------------------------------- | ------------------------------------------------------------- | ------------------------------------------------------ | --------- | --- |
| Església de Sant Salvador de Polinyà, o de Sant Martí | BCIL 2018 | Romànic, barroc XI, XII, XVIII   | Polinyà Pl. de l'Església, 35                                 | 41° 33′ 28″ N, 2° 09′ 05″ E / 41.5578416°N,2.1513579°E | IPA-27550 | Església de Sant Salvador de Polinyà · Vegeu més fotos d'aquest monument · Carregueu una nova foto d'aquest monument |
| Can Rovira                                            | BCIL 2022 | Obra popular                     | Polinyà Ctra. al Cementiri                                    | 41° 33′ 10″ N, 2° 09′ 05″ E / 41.552650°N,2.151292°E   | IPA-27553 | Carregueu una nova foto d'aquest monument                                                                            |
| Can Fontanet                                          |           | Obra popular                     | Polinyà Seguint el camí de Can Farreras                       | 41° 33′ 07″ N, 2° 10′ 20″ E / 41.551969°N,2.172087°E   | IPA-27555 | Carregueu una nova foto d'aquest monument                                                                            |
| Can Serra                                             |           | Obra popular                     | Polinyà Ctra. C-155                                           | 41° 33′ 51″ N, 2° 09′ 03″ E / 41.564078°N,2.150745°E   | IPA-27557 | Can Serra (Polinyà) · Vegeu més fotos d'aquest monument · Carregueu una nova foto d'aquest monument                  |
| Can Gabarra                                           |           | Obra popular                     | Polinyà Ctra. C-155 de Sabadell a Granollers                  | 41° 33′ 46″ N, 2° 09′ 41″ E / 41.562686°N,2.161307°E   | IPA-27558 | Can Gabarra (Polinyà) · Vegeu més fotos d'aquest monument · Carregueu una nova foto d'aquest monument                |
| Can Padró                                             |           | Obra popular                     | Polinyà                                                       | 41° 34′ 26″ N, 2° 08′ 37″ E / 41.573788°N,2.143687°E   | IPA-27559 | Can Padró (Polinyà) · Vegeu més fotos d'aquest monument · Carregueu una nova foto d'aquest monument                  |
| Can Marata                                            |           | Obra popular                     | Polinyà Tocant al terme de Palau-solità i Plegamans           | 41° 34′ 15″ N, 2° 08′ 57″ E / 41.570863°N,2.149116°E   | IPA-27560 | Can Marata (Polinyà) · Vegeu més fotos d'aquest monument · Carregueu una nova foto d'aquest monument                 |
| Can Maurí                                             |           | Obra popular                     | Polinyà Prop del terme de Sabadell                            | 41° 34′ 11″ N, 2° 07′ 44″ E / 41.569658°N,2.128826°E   | IPA-27562 | Carregueu una nova foto d'aquest monument                                                                            |
| Can Monistrol                                         |           | Obra popular                     | Polinyà Al nord-oest de la població cap al terme de Sentmenat | 41° 34′ 16″ N, 2° 08′ 44″ E / 41.571058°N,2.145608°E   | IPA-27565 | Can Monistrol (Polinyà) · Vegeu més fotos d'aquest monument · Carregueu una nova foto d'aquest monument              |
| Torre Martí                                           |           | Modernisme, noucentisme XX Inici | Polinyà Ctra. C-155 de Granollersa a Sabadell                 | 41° 33′ 48″ N, 2° 09′ 10″ E / 41.563434°N,2.152818°E   | IPA-27567 | Torre Martí (Polinyà) · Vegeu més fotos d'aquest monument · Carregueu una nova foto d'aquest monument                |
| Can Ferreres                                          |           | Obra popular                     | Polinyà                                                       | 41° 33′ 10″ N, 2° 09′ 58″ E / 41.552759°N,2.166208°E   | IPA-27568 | Carregueu una nova foto d'aquest monument                                                                            |
| Can Querol o Can Carol                                |           | Obra popular XVIII               | Polinyà Polígon Industrial Ca n'Humet                         | 41° 33′ 00″ N, 2° 09′ 12″ E / 41.550131°N,2.153439°E   | IPA-27569 | Can Querol (Polinyà) · Vegeu més fotos d'aquest monument · Carregueu una nova foto d'aquest monument                 |
| Can Marquès                                           |           | Obra popular XVII                | Polinyà Al costat de l'església parroquial                    | 41° 33′ 29″ N, 2° 09′ 06″ E / 41.557998°N,2.151606°E   | IPA-27571 | Carregueu una nova foto d'aquest monument                                                                            |

## Rellinars
| Monument                                 | Protecció | Estil/època                             | Localització                                    | Coordenades                                          | Codi?     | Imatge |
| ---------------------------------------- | --------- | --------------------------------------- | ----------------------------------------------- | ---------------------------------------------------- | --------- | --- |
| Església vella de Sant Pere i Sant Fermí | BCIL 1999 | Preromànic, romànic X-XII               | Rellinars Ctra. B-122, km 17,5                  | 41° 38′ 29″ N, 1° 53′ 41″ E / 41.64144°N,1.894719°E  | IPA-442   | Església vella de Sant Pere i Sant Fermí (Rellinars) · Vegeu més fotos d'aquest monument · Carregueu una nova foto d'aquest monument |
| Església parroquial de Sant Pere         |           | Neoclassicisme, obra popular XIX Mitjan | Rellinars Nucli antic el Racó                   | 41° 38′ 24″ N, 1° 54′ 42″ E / 41.639894°N,1.911605°E | IPA-27578 | Església parroquial de Sant Pere (Rellinars) · Vegeu més fotos d'aquest monument · Carregueu una nova foto d'aquest monument         |
| Can Felip Neri                           |           | Obra popular XIX-XX                     | Rellinars                                       | 41° 38′ 05″ N, 1° 54′ 41″ E / 41.63477°N,1.91131°E   | IPA-27581 | Can Felip Neri (Rellinars) · Vegeu més fotos d'aquest monument · Carregueu una nova foto d'aquest monument                           |
| Capella de Sant Felip Neri               |           | Obra popular XVII                       | Rellinars Masia les Farreres                    | 41° 38′ 28″ N, 1° 54′ 40″ E / 41.641195°N,1.911036°E | IPA-27582 | Capella de Sant Felip Neri (Rellinars) · Vegeu més fotos d'aquest monument · Carregueu una nova foto d'aquest monument               |
| Can Cotis                                |           | Obra popular XVII                       | Rellinars Ctra. B-122, abans d'arribar al km 17 | 41° 38′ 21″ N, 1° 53′ 54″ E / 41.639269°N,1.898245°E | IPA-27584 | Can Cotis (Rellinars) · Vegeu més fotos d'aquest monument · Carregueu una nova foto d'aquest monument                                |
| Can Gibert de Dalt                       |           | Obra popular XVIII                      | Rellinars Prop del Mas de les Ferreres          | 41° 38′ 36″ N, 1° 54′ 44″ E / 41.643261°N,1.912125°E | IPA-27585 | Can Gibert de Dalt (Rellinars) · Vegeu més fotos d'aquest monument · Carregueu una nova foto d'aquest monument                       |
| Les Ferreres, o Mas les Farreres         |           | Obra popular XVII, XIX                  | Rellinars Al nord del nucli urbà                | 41° 38′ 28″ N, 1° 54′ 36″ E / 41.641089°N,1.910068°E | IPA-27586 | Les Ferreres (Rellinars) · Vegeu més fotos d'aquest monument · Carregueu una nova foto d'aquest monument                             |
| El Planet                                |           | Obra popular XVIII Mitjan               | Rellinars                                       | 41° 37′ 49″ N, 1° 54′ 13″ E / 41.63023°N,1.903642°E  | IPA-27587 | El Planet (Rellinars) · Vegeu més fotos d'aquest monument · Carregueu una nova foto d'aquest monument                                |
| Cabanes de pedra seca                    |           | Obra popular XIX                        | Rellinars N'hi ha 7 de repartides pel municipi  | 41° 38′ 47″ N, 1° 54′ 37″ E / 41.646384°N,1.910194°E | IPA-36789 | Cabanes de pedra seca (Rellinars) · Vegeu més fotos d'aquest monument · Carregueu una nova foto d'aquest monument                    |
| Pou de glaç a la Pedragosa               |           | Obra popular                            | Rellinars                                       |                                                      | IPA-41591 | Carregueu una nova foto d'aquest monument                                                                                            |
| Tina de Cal Jueu                         |           | Obra popular                            | Rellinars                                       |                                                      | IPA-46321 | Carregueu una nova foto d'aquest monument                                                                                            |
| Pont del camí de les Cases               |           | Obra popular                            | Rellinars                                       |                                                      | IPA-52178 | Carregueu una nova foto d'aquest monument                                                                                            |
| Mas el Ginebral                          |           |                                         | Rellinars                                       |                                                      | IPA-52918 | Carregueu una nova foto d'aquest monument                                                                                            |

## Ripollet
Vegeu la llista de monuments de Ripollet

## Rubí
Vegeu la llista de monuments de Rubí

## Sabadell
Vegeu la llista de monuments de Sabadell

## Sant Cugat del Vallès
Vegeu la llista de monuments de Sant Cugat del Vallès

## Sant Llorenç Savall
Vegeu la llista de monuments de Sant Llorenç Savall

## Sant Quirze del Vallès
| Monument                                               | Protecció | Estil/època            | Localització                                                     | Coordenades                                          | Codi?     | Imatge |
| ------------------------------------------------------ | --------- | ---------------------- | ---------------------------------------------------------------- | ---------------------------------------------------- | --------- | --- |
| Antic Cafè Espanyol o la Patronal                      |           | Noucentisme            | Sant Quirze del Vallès Av. Carrer Pau Casals                     | 41° 31′ 58″ N, 2° 04′ 57″ E / 41.532897°N,2.082403°E | IPA-27977 | Antic Cafè Español (Sant Quirze del Vallès) · Vegeu més fotos d'aquest monument · Carregueu una nova foto d'aquest monument               |
| Carrer Vila Puig, antic carrer Major                   |           |                        | Sant Quirze del Vallès C. Vila Puig                              | 41° 32′ 00″ N, 2° 04′ 49″ E / 41.533318°N,2.080343°E | IPA-27978 | Carrer Vila Puig (Sant Quirze del Vallès) · Vegeu més fotos d'aquest monument · Carregueu una nova foto d'aquest monument                 |
| Sant Feliuet de Vilamilans                             |           | Preromànic X           | Sant Quirze del Vallès Carretera C-1413a, tocant a Rubí          | 41° 30′ 39″ N, 2° 02′ 46″ E / 41.510708°N,2.04622°E  | IPA-27979 | Sant Feliuet de Vilamilans (Sant Quirze del Vallès) · Vegeu més fotos d'aquest monument · Carregueu una nova foto d'aquest monument       |
| Antic Sindicat Agrícola                                |           | Noucentisme XX Inici   | Sant Quirze del Vallès Pl. de l'Església                         | 41° 31′ 58″ N, 2° 04′ 51″ E / 41.532885°N,2.080737°E | IPA-27984 | Antic Sindicat Agrícola (Sant Quirze del Vallès) · Vegeu més fotos d'aquest monument · Carregueu una nova foto d'aquest monument          |
| Carrer Nou                                             |           | Obra popular           | Sant Quirze del Vallès C. Nou                                    | 41° 31′ 54″ N, 2° 04′ 57″ E / 41.53156°N,2.082607°E  | IPA-27985 | Carrer Nou (Sant Quirze del Vallès) · Vegeu més fotos d'aquest monument · Carregueu una nova foto d'aquest monument                       |
| Mas Duran, el Mas                                      |           | Obra popular XVIII     | Sant Quirze del Vallès Av. del Camí del Mas / Av. Lluís Companys | 41° 31′ 58″ N, 2° 05′ 06″ E / 41.532692°N,2.084865°E | IPA-27987 | Mas Duran (Sant Quirze del Vallès) · Vegeu més fotos d'aquest monument · Carregueu una nova foto d'aquest monument                        |
| Habitatge al Carrer Vila Puig, 8                       |           | Obra popular XX Mitjan | Sant Quirze del Vallès C. Vila Puig, 8                           | 41° 32′ 00″ N, 2° 04′ 49″ E / 41.533437°N,2.080337°E | IPA-27986 | Habitatge al carrer Vila Puig, 8 (Sant Quirze del Vallès) · Vegeu més fotos d'aquest monument · Carregueu una nova foto d'aquest monument |
| Forn de Can Vinyals                                    |           | Obra popular           | Sant Quirze del Vallès                                           |                                                      | IPA-46480 | Carregueu una nova foto d'aquest monument                                                                                                 |
| Estació de Sant Quirze, Ferrocarrils de la Generalitat |           | Noucentisme XX         | Sant Quirze del Vallès Pl. de l'Estació                          | 41° 31′ 48″ N, 2° 05′ 19″ E / 41.53005°N,2.08863°E   | IPA-49615 | Estació de Sant Quirze (Sant Quirze del Vallès) · Vegeu més fotos d'aquest monument · Carregueu una nova foto d'aquest monument           |

## Santa Perpètua de Mogoda
| Monument                                                  | Protecció    | Estil/època                          | Localització                                                                                       | Coordenades                                          | Codi?         | Imatge |
| --------------------------------------------------------- | ------------ | ------------------------------------ | -------------------------------------------------------------------------------------------------- | ---------------------------------------------------- | ------------- | --- |
| El Castell de Santiga                                     | BCIN 1430-MH | Obra popular XIV, XVII-XVIII         | Santa Perpètua de Mogoda Pl. de Santiga, 6                                                         | 41° 32′ 06″ N, 2° 09′ 07″ E / 41.535081°N,2.152033°E | RI-51-0005708 | El Castell de Santiga (Santa Perpètua de Mogoda) · Vegeu més fotos d'aquest monument · Carregueu una nova foto d'aquest monument                           |
| Habitatge al carrer Santa Maria, 5-7                      |              | Obra popular                         | Santa Perpètua de Mogoda C. Santa Maria, 5-7 (enderrocat)                                          | 41° 32′ 05″ N, 2° 10′ 45″ E / 41.53471°N,2.17912°E   | IPA-27988     | Carregueu una nova foto d'aquest monument |
| Edifici de la Caixa d'Estalvis de Sabadell                |              | Darreres tendències Oriol Bohigas XX | Santa Perpètua de Mogoda Pl. de la Vila, 1 - La Rambla, 48-50                                      | 41° 32′ 07″ N, 2° 10′ 59″ E / 41.535271°N,2.183187°E | IPA-27989     | Edifici de la Caixa d'Estalvis de Sabadell (Santa Perpètua de Mogoda) · Vegeu més fotos d'aquest monument · Carregueu una nova foto d'aquest monument      |
| Habitatge a la Rambla, 23                                 |              | Obra popular                         | Santa Perpètua de Mogoda La Rambla, 23                                                             | 41° 32′ 06″ N, 2° 10′ 52″ E / 41.535038°N,2.181210°E | IPA-27990     | Vegeu més fotos d'aquest monument · Carregueu una nova foto d'aquest monument                                                                              |
| Habitatge a la Rambla, 14                                 |              | Obra popular                         | Santa Perpètua de Mogoda Rambla, 14 (enderrocat)                                                   | 41° 32′ 05″ N, 2° 10′ 50″ E / 41.53463°N,2.18068°E   | IPA-27992     | Carregueu una nova foto d'aquest monument |
| Habitatge a la Rambla, 15                                 |              | Eclecticisme                         | Santa Perpètua de Mogoda Rambla, 15 - C. Martí Costa                                               | 41° 32′ 06″ N, 2° 10′ 50″ E / 41.534901°N,2.180615°E | IPA-27993     | Habitatge a la Rambla, 15 (Santa Perpètua de Mogoda) · Vegeu més fotos d'aquest monument · Carregueu una nova foto d'aquest monument                       |
| Can Xiquet                                                |              | Eclecticisme XX Inici                | Santa Perpètua de Mogoda Rambla, 29 - C. Pare Rodés                                                | 41° 32′ 07″ N, 2° 10′ 54″ E / 41.535152°N,2.181595°E | IPA-27995     | Can Xiquet (Santa Perpètua de Mogoda) · Vegeu més fotos d'aquest monument · Carregueu una nova foto d'aquest monument                                      |
| Habitatge al carrer Sant Pau, 9                           |              | Obra popular                         | Santa Perpètua de Mogoda C. Sant Pau, 9                                                            | 41° 32′ 04″ N, 2° 10′ 47″ E / 41.534498°N,2.179685°E | IPA-27997     | Habitatge al carrer Sant Pau, 9 (Santa Perpètua de Mogoda) · Vegeu més fotos d'aquest monument · Carregueu una nova foto d'aquest monument                 |
| Casal d'Avis                                              |              | Noucentisme XX Inici                 | Santa Perpètua de Mogoda Pl. de la Vila, 9-10 - Rambla, 48                                         | 41° 32′ 06″ N, 2° 10′ 58″ E / 41.535105°N,2.182674°E | IPA-27999     | Casal d'Avis (Santa Perpètua de Mogoda) · Vegeu més fotos d'aquest monument · Carregueu una nova foto d'aquest monument                                    |
| Caixa de Pensions per a la Vellesa i d'Estalvis, La Caixa |              | Eclecticisme                         | Santa Perpètua de Mogoda Rambla, 17 - c. Martí Costa, 2                                            | 41° 32′ 06″ N, 2° 10′ 51″ E / 41.534939°N,2.180782°E | IPA-28000     | Caixa de Pensions per a la Vellesa i d'Estalvis (Santa Perpètua de Mogoda) · Vegeu més fotos d'aquest monument · Carregueu una nova foto d'aquest monument |
| Església parroquial de Santa Maria                        |              | Romànic XI, XII, XIII                | Santa Perpètua de Mogoda Pl. de l'Església                                                         | 41° 32′ 07″ N, 2° 10′ 44″ E / 41.535285°N,2.178884°E | IPA-28001     | Església parroquial de Santa Maria (Santa Perpètua de Mogoda) · Vegeu més fotos d'aquest monument · Carregueu una nova foto d'aquest monument              |
| Torre del Rector                                          |              | Obra popular                         | Santa Perpètua de Mogoda C. del Mar Carib, 6, Polígon industrial Bernades-Subirà                   | 41° 32′ 54″ N, 2° 10′ 59″ E / 41.548258°N,2.183024°E | IPA-28002     | Torre del Rector (Santa Perpètua de Mogoda) · Vegeu més fotos d'aquest monument · Carregueu una nova foto d'aquest monument                                |
| La Mogoda                                                 |              | Obra popular                         | Santa Perpètua de Mogoda Ctra. de Caldes a Santa Perpètua                                          | 41° 31′ 44″ N, 2° 11′ 49″ E / 41.528856°N,2.196981°E | IPA-28003     | Carregueu una nova foto d'aquest monument |
| Can Gomis, Castell de Can Tayó                            |              | Eclecticisme, historicisme XIX       | Santa Perpètua de Mogoda Prop del torrent de Polinyà                                               | 41° 31′ 27″ N, 2° 10′ 34″ E / 41.524052°N,2.176185°E | IPA-28004     | Can Gomis (Santa Perpètua de Mogoda) · Vegeu més fotos d'aquest monument · Carregueu una nova foto d'aquest monument                                       |
| Casa de Can Colomer                                       |              | Obra popular XII, XVIII              | Santa Perpètua de Mogoda C. Santa Maria, 2 - Prat de la Riba, 4                                    | 41° 32′ 06″ N, 2° 10′ 47″ E / 41.535012°N,2.179654°E | IPA-28005     | Casa de Can Colomer (Santa Perpètua de Mogoda) · Vegeu més fotos d'aquest monument · Carregueu una nova foto d'aquest monument                             |
| Can Sabau                                                 |              | Obra popular                         | Santa Perpètua de Mogoda Ctra. de Santa Perpètua a Sabadell B-140                                  | 41° 31′ 58″ N, 2° 09′ 51″ E / 41.532647°N,2.164053°E | IPA-28006     | Can Sabau (Santa Perpètua de Mogoda) · Vegeu més fotos d'aquest monument · Carregueu una nova foto d'aquest monument                                       |
| Cal Gatzira, Can Francisquet                              |              | Obra popular                         | Santa Perpètua de Mogoda Rambla, 53                                                                | 41° 32′ 07″ N, 2° 10′ 57″ E / 41.535383°N,2.182515°E | IPA-28007     | Cal Gatzira (Santa Perpètua de Mogoda) · Vegeu més fotos d'aquest monument · Carregueu una nova foto d'aquest monument                                     |
| Can Banús                                                 |              | Obra popular                         | Santa Perpètua de Mogoda Ctra. B-144 de Mollet a Moià                                              | 41° 32′ 22″ N, 2° 11′ 24″ E / 41.539337°N,2.190018°E | IPA-28009     | Can Banús (Santa Perpètua de Mogoda) · Vegeu més fotos d'aquest monument · Carregueu una nova foto d'aquest monument                                       |
| Església de Santa Maria Antiga o Santiga                  | BCIL 2008    | Romànic, barroc XI, XVII             | Santa Perpètua de Mogoda Santiga                                                                   | 41° 32′ 05″ N, 2° 09′ 10″ E / 41.534636°N,2.152663°E | IPA-28011     | Església de Santa Maria Antiga (Santa Perpètua de Mogoda) · Vegeu més fotos d'aquest monument · Carregueu una nova foto d'aquest monument                  |
| Elements de ventilació i accés als dipòsits d'aigua       |              | Darreres tendències XX               | Santa Perpètua de Mogoda Polígon industrial Santiga                                                | 41° 31′ 44″ N, 2° 08′ 29″ E / 41.528883°N,2.141363°E | IPA-28012     | Carregueu una nova foto d'aquest monument |
| Vapor Arañó                                               | BCIL 2011    | Obra popular                         | Santa Perpètua de Mogoda Av. Santiga, 23 - c. Ignasi Iglésias - c. Enric Granados - c. Martí Costa | 41° 32′ 09″ N, 2° 10′ 47″ E / 41.535966°N,2.179642°E | IPA-40146     | Vapor Arañó (Santa Perpètua de Mogoda) · Vegeu més fotos d'aquest monument · Carregueu una nova foto d'aquest monument                                     |
| Granja Soldevila                                          | BCIL 2011    | Modernisme                           | Santa Perpètua de Mogoda Pg. de la Florida - av. Onze de Setembre                                  | 41° 31′ 37″ N, 2° 11′ 08″ E / 41.526838°N,2.185463°E | IPA-40149     | Granja Soldevila (Santa Perpètua de Mogoda) · Vegeu més fotos d'aquest monument · Carregueu una nova foto d'aquest monument                                |
| Pous de glaç de Mogoda                                    |              | Obra popular                         | Santa Perpètua de Mogoda                                                                           | 41° 31′ 48″ N, 2° 11′ 47″ E / 41.530072°N,2.196404°E | IPA-41601     | Carregueu una nova foto d'aquest monument |
| Molí de Mogoda                                            |              | Obra popular                         | Santa Perpètua de Mogoda                                                                           | 41° 31′ 47″ N, 2° 11′ 47″ E / 41.529761°N,2.196405°E | IPA-41602     | Carregueu una nova foto d'aquest monument |
| Ciutat jardí la Florida                                   |              | Noucentisme XX                       | Santa Perpètua de Mogoda Antiga propietat de Ca l'Andal, límit est Riera de Caldes                 | 41° 31′ 20″ N, 2° 11′ 33″ E / 41.522134°N,2.192482°E | IPA-49618     | Ciutat jardí la Florida (Santa Perpètua de Mogoda) · Vegeu més fotos d'aquest monument · Carregueu una nova foto d'aquest monument                         |
| Baixador Ciutat jardí la Florida                          |              | Obra popular XX                      | Santa Perpètua de Mogoda Pl. de l'Estació                                                          | 41° 31′ 18″ N, 2° 11′ 40″ E / 41.52169°N,2.19431°E   | IPA-49619     | Baixador Ciutat jardí la Florida (Santa Perpètua de Mogoda) · Vegeu més fotos d'aquest monument · Carregueu una nova foto d'aquest monument                |
| Font de Can Sabau                                         |              | Obra popular                         | Santa Perpètua de Mogoda Can Sabau                                                                 | 41° 31′ 53″ N, 2° 09′ 52″ E / 41.531418°N,2.164544°E | IPA-50972     | Carregueu una nova foto d'aquest monument |
| Pou de Can Sallent                                        |              | Obra popular                         | Santa Perpètua de Mogoda Can Sallent                                                               | 41° 30′ 59″ N, 2° 10′ 01″ E / 41.516359°N,2.167035°E | IPA-52905     | Carregueu una nova foto d'aquest monument |

## Sentmenat
| Monument                                                               | Protecció    | Estil/època                        | Localització                                       | Coordenades                                          | Codi?         | Imatge |
| ---------------------------------------------------------------------- | ------------ | ---------------------------------- | -------------------------------------------------- | ---------------------------------------------------- | ------------- | --- |
| Castell de Sentmenat                                                   | BCIN 1555-MH | Gòtic, romànic XIV-XVI, XVII-XVIII | Sentmenat                                          | 41° 37′ 01″ N, 2° 07′ 58″ E / 41.616830°N,2.132829°E | RI-51-0005710 | Castell de Sentmenat · Vegeu més fotos d'aquest monument · Carregueu una nova foto d'aquest monument                                          |
| Castell de Guanta                                                      | BCIN 1556-MH | Medieval                           | Sentmenat Camí de Castella                         | 41° 38′ 13″ N, 2° 05′ 30″ E / 41.637074°N,2.091616°E | RI-51-0005711 | Carregueu una nova foto d'aquest monument |
| Església parroquial de Sant Menna                                      |              | Obra popular XVIII, XX             | Sentmenat Pl. de Sant Menna                        | 41° 36′ 22″ N, 2° 08′ 11″ E / 41.606128°N,2.136404°E | IPA-28014     | Església parroquial de Sant Menna (Sentmenat) · Vegeu més fotos d'aquest monument · Carregueu una nova foto d'aquest monument                 |
| Campanar de l'església parroquial de Sant Menna                        | BCIL 2008    | Romànic XII                        | Sentmenat Pg. de l'Església                        | 41° 36′ 21″ N, 2° 08′ 11″ E / 41.605801°N,2.136452°E | IPA-28015     | Campanar de l'església parroquial de Sant Menna (Sentmenat) · Vegeu més fotos d'aquest monument · Carregueu una nova foto d'aquest monument   |
| Capella de Sant Fruitós                                                | BCIL 2008    | Romànic XI-XVIII                   | Sentmenat Camí del Castell, a 1.200 m del poble    | 41° 37′ 20″ N, 2° 07′ 48″ E / 41.622124°N,2.130101°E | IPA-28016     | Capella de Sant Fruitós (Sentmenat) · Vegeu més fotos d'aquest monument · Carregueu una nova foto d'aquest monument                           |
| Torre Costa                                                            |              | Eclecticisme XIX Final             | Sentmenat Pg. Anselm Clavé, 56                     | 41° 36′ 29″ N, 2° 08′ 06″ E / 41.608159°N,2.134902°E | IPA-28019     | Torre Costa (Sentmenat) · Vegeu més fotos d'aquest monument · Carregueu una nova foto d'aquest monument                                       |
| Cases unifamiliars al passeig Anselm Clavé, 80-82                      |              | Modernisme XIX Final               | Sentmenat Pg. Anselm Clavé, 80-82                  | 41° 36′ 27″ N, 2° 08′ 06″ E / 41.607387°N,2.134915°E | IPA-28020     | Cases unifamiliars al passeig Anselm Clavé, 80-82 (Sentmenat) · Vegeu més fotos d'aquest monument · Carregueu una nova foto d'aquest monument |
| Casa Ramoneda                                                          |              | Modernisme XX Inici                | Sentmenat C. Caldes, 46                            | 41° 36′ 27″ N, 2° 08′ 11″ E / 41.607616°N,2.136416°E | IPA-28021     | Casa Ramoneda (Sentmenat) · Vegeu més fotos d'aquest monument · Carregueu una nova foto d'aquest monument                                     |
| Can Canyameres                                                         | BCIL 2008    | Obra popular, gòtic tardà          | Sentmenat C. d'Enric Morera                        | 41° 34′ 54″ N, 2° 07′ 18″ E / 41.581544°N,2.121760°E | IPA-28022     | Carregueu una nova foto d'aquest monument |
| Can Padró Solanet                                                      | BCIL 2008    | Obra popular                       | Sentmenat Ctra. C-1415                             | 41° 37′ 30″ N, 2° 06′ 23″ E / 41.624970°N,2.106353°E | IPA-28023     | Can Padró Solanet (Sentmenat) · Vegeu més fotos d'aquest monument · Carregueu una nova foto d'aquest monument                                 |
| Can Senosa                                                             | BCIL 2008    | Obra popular                       | Sentmenat Boscos de Guanta                         | 41° 38′ 06″ N, 2° 07′ 17″ E / 41.634906°N,2.121444°E | IPA-28024     | Carregueu una nova foto d'aquest monument |
| Can Montllor de Dalt o Can Montllor de la Muntanya                     |              | Obra popular                       | Sentmenat Ctra. Malgau - Coll dels Rosinyols       | 41° 37′ 51″ N, 2° 06′ 39″ E / 41.630953°N,2.110725°E | IPA-28025     | Can Montllor de la Muntanya (Sentmenat) · Vegeu més fotos d'aquest monument · Carregueu una nova foto d'aquest monument                       |
| Mas Fruitós, Can Fruitós                                               |              | Obra popular                       | Sentmenat Camí del Castell                         | 41° 37′ 19″ N, 2° 07′ 48″ E / 41.621897°N,2.130102°E | IPA-28026     | Mas Fruitós (Sentmenat) · Vegeu més fotos d'aquest monument · Carregueu una nova foto d'aquest monument                                       |
| Can Roura, Can Roure                                                   |              | Obra popular, gòtic                | Sentmenat Ctra. de Polinyà                         | 41° 35′ 58″ N, 2° 08′ 22″ E / 41.599527°N,2.139321°E | IPA-28027     | Can Roure (Sentmenat) · Vegeu més fotos d'aquest monument · Carregueu una nova foto d'aquest monument                                         |
| Caseriu de Serra Barona                                                |              | Obra popular                       | Sentmenat Serra Barona                             | 41° 36′ 17″ N, 2° 08′ 38″ E / 41.604612°N,2.143861°E | IPA-28028     | Caseriu de Serra Barona (Sentmenat) · Vegeu més fotos d'aquest monument · Carregueu una nova foto d'aquest monument                           |
| Casa de la Vila de Sentmenat                                           |              | Obra popular XX                    | Sentmenat Pl. de la Vila                           | 41° 36′ 31″ N, 2° 08′ 09″ E / 41.608620°N,2.135700°E | IPA-28029     | Casa de la Vila de Sentmenat · Vegeu més fotos d'aquest monument · Carregueu una nova foto d'aquest monument                                  |
| Societat Coral Obrera La Glòria Sentmenatenca                          | BCIL 2016    | Modernisme XX Inici                | Sentmenat Pg. Anselm Clavé, 46                     | 41° 36′ 31″ N, 2° 08′ 06″ E / 41.608616°N,2.134898°E | IPA-28030     | Societat Coral Obrera La Glòria Sentmenatenca (Sentmenat) · Vegeu més fotos d'aquest monument · Carregueu una nova foto d'aquest monument     |
| Cal Garí                                                               |              | Noucentisme XX Mitjan              | Sentmenat C. de l'Església, 7                      | 41° 36′ 23″ N, 2° 08′ 09″ E / 41.606337°N,2.135922°E | IPA-28031     | Cal Garí (Sentmenat) · Vegeu més fotos d'aquest monument · Carregueu una nova foto d'aquest monument                                          |
| Casa Vilardell                                                         |              | Eclecticisme XIX Final             | Sentmenat Pl. de Dalt, 9                           | 41° 36′ 23″ N, 2° 08′ 07″ E / 41.606421°N,2.135208°E | IPA-28032     | Casa Vilardell (Sentmenat) · Vegeu més fotos d'aquest monument · Carregueu una nova foto d'aquest monument                                    |
| Casa Domènec Ramoneda                                                  |              | Eclecticisme XIX Final             | Sentmenat C. Sant Antoni, 3                        | 41° 36′ 38″ N, 2° 08′ 12″ E / 41.61064°N,2.136597°E  | IPA-28033     | Casa Domènec Ramoneda (Sentmenat) · Vegeu més fotos d'aquest monument · Carregueu una nova foto d'aquest monument                             |
| Habitatge al passeig Anselm Clavé, 75                                  |              | Eclecticisme XIX                   | Sentmenat Pg. Anselm Clavé, 75                     | 41° 36′ 26″ N, 2° 08′ 06″ E / 41.607197°N,2.135060°E | IPA-28034     | Habitatge al passeig Anselm Clavé, 75 (Sentmenat) · Vegeu més fotos d'aquest monument · Carregueu una nova foto d'aquest monument             |
| Habitatge al passeig Anselm Clavé, 77                                  |              | Eclecticisme XX                    | Sentmenat Pg. Anselm Clavé, 77                     | 41° 36′ 26″ N, 2° 08′ 06″ E / 41.607127°N,2.135060°E | IPA-28035     | Habitatge al passeig Anselm Clavé, 77 (Sentmenat) · Vegeu més fotos d'aquest monument · Carregueu una nova foto d'aquest monument             |
| Habitatge al passeig Anselm Clavé, 73                                  |              | Eclecticisme XX Inici              | Sentmenat Pg. Anselm Clavé, 73                     | 41° 36′ 26″ N, 2° 08′ 06″ E / 41.607278°N,2.135064°E | IPA-28036     | Habitatge al passeig Anselm Clavé, 73 (Sentmenat) · Vegeu més fotos d'aquest monument · Carregueu una nova foto d'aquest monument             |
| Torre Pujol                                                            |              | Modernisme, noucentisme XX Inici   | Sentmenat Pg. Anselm Clavé, 42                     | 41° 36′ 32″ N, 2° 08′ 05″ E / 41.608889°N,2.134849°E | IPA-28037     | Torre Pujol (Sentmenat) · Vegeu més fotos d'aquest monument · Carregueu una nova foto d'aquest monument                                       |
| Habitatge al passeig Anselm Clavé, 54                                  |              | Modernisme XX Inici                | Sentmenat Pg. Anselm Clavé, 54                     | 41° 36′ 30″ N, 2° 08′ 06″ E / 41.608368°N,2.134905°E | IPA-28038     | Habitatge al passeig Anselm Clavé, 54 (Sentmenat) · Vegeu més fotos d'aquest monument · Carregueu una nova foto d'aquest monument             |
| Ca la Gràcia                                                           |              | Obra popular                       | Sentmenat Pg. Anselm Clavé, 85 - pge. Ca la Gràcia | 41° 36′ 25″ N, 2° 08′ 05″ E / 41.606865°N,2.134792°E | IPA-28039     | Ca la Gràcia (Sentmenat) · Vegeu més fotos d'aquest monument · Carregueu una nova foto d'aquest monument                                      |
| Ermita de Sant Miquel de l'Arn, d'Arcio, dels Arts, dels Arsos o Arços |              | Obra popular XI, XVII              | Sentmenat Camí antic de Caldes a Sentmenat         | 41° 37′ 51″ N, 2° 08′ 53″ E / 41.63089°N,2.14806°E   | IPA-28478     | Carregueu una nova foto d'aquest monument |
| Can Turull                                                             |              | Obra popular XVIII                 | Sentmenat Ctra. Caldes C-1413a, km 34,9            | 41° 37′ 10″ N, 2° 09′ 13″ E / 41.61946°N,2.15366°E   | IPA-30923     | Carregueu una nova foto d'aquest monument |
| Cementiri Nou                                                          | BCIL 2008    | Modernisme XX Inici                | Sentmenat Ctra. de Caldes C-1515a, km 33           | 41° 36′ 59″ N, 2° 08′ 31″ E / 41.61637°N,2.14198°E   | IPA-30924     | Cementiri Nou (Sentmenat) · Vegeu més fotos d'aquest monument · Carregueu una nova foto d'aquest monument                                     |
| Pou-aljub Can Ramoneda                                                 |              | Obra popular                       | Sentmenat Ctra. C-1415a, km 31                     |                                                      | IPA-46335     | Carregueu una nova foto d'aquest monument |
| Sant Jaume del Castell                                                 | BCIL 2008    | Obra popular XVIII-XIX             | Sentmenat Pg. del Castell, 41                      | 41° 37′ 00″ N, 2° 07′ 59″ E / 41.616619°N,2.133148°E | IPA-47880     | Carregueu una nova foto d'aquest monument |
| Restes del Mas de Ca n'Oriac                                           |              | Obra popular                       | Sentmenat                                          |                                                      | IPA-50778     | Carregueu una nova foto d'aquest monument |
| Can Bissoli                                                            |              | Obra popular                       | Sentmenat                                          |                                                      | IPA-50867     | Carregueu una nova foto d'aquest monument |
| Presa i mina del pantà de Can Vinyals                                  |              | Obra popular                       | Sentmenat                                          | 41° 37′ 33″ N, 2° 06′ 49″ E / 41.625721°N,2.113641°E | IPA-50911     | Carregueu una nova foto d'aquest monument |
| Tina i mas del Castellet de Dalt                                       |              | Obra popular                       | Sentmenat                                          |                                                      | IPA-52143     | Carregueu una nova foto d'aquest monument |
| Can Costa                                                              |              | XVI-XVII                           | Sentmenat                                          | 41° 35′ 11″ N, 2° 08′ 56″ E / 41.586439°N,2.149025°E | IPA-53260     | Carregueu una nova foto d'aquest monument |

La Torre Roja està entre els municipis de Sentmenat i Caldes de Montbui (Vallès Oriental), vegeu la llista de monuments de Caldes de Montbui. Puig de la Creu i l'església del Puig de la Creu estan entre els municipis de Sentmenat i Castellar del Vallès, vegeu la llista de monuments de Castellar del Vallès.

## Terrassa
Vegeu la llista de monuments de Terrassa

## Ullastrell
| Monument                                        | Protecció | Estil/època          | Localització                  | Coordenades                                          | Codi?     | Imatge |
| ----------------------------------------------- | --------- | -------------------- | ----------------------------- | ---------------------------------------------------- | --------- | --- |
| Església parroquial de Santa Maria d'Ullastrell |           |                      | Ullastrell Pl. de l'Església  | 41° 31′ 43″ N, 1° 57′ 35″ E / 41.528558°N,1.959649°E | IPA-28271 | Església parroquial de Santa Maria d'Ullastrell · Vegeu més fotos d'aquest monument · Carregueu una nova foto d'aquest monument |
| Ajuntament d'Ullastrell                         |           | Noucentisme XX Inici | Ullastrell C. de la Serra, 17 | 41° 31′ 37″ N, 1° 57′ 24″ E / 41.526885°N,1.956688°E | IPA-28273 | Carregueu una nova foto d'aquest monument                                                                                       |

## Vacarisses
| Monument                                                           | Protecció    | Estil/època                   | Localització                                           | Coordenades                                          | Codi?         | Imatge |
| ------------------------------------------------------------------ | ------------ | ----------------------------- | ------------------------------------------------------ | ---------------------------------------------------- | ------------- | --- |
| Castell de Vacarisses                                              | BCIN 1698-MH | Medieval, XVI-XVII, XVIII     | Vacarisses C. Major, 3                                 | 41° 36′ 28″ N, 1° 55′ 05″ E / 41.607663°N,1.918045°E | RI-51-0005751 | Castell de Vacarisses (Vacarisses) · Vegeu més fotos d'aquest monument · Carregueu una nova foto d'aquest monument                             |
| La Torrota                                                         | BCIN 1699-MH | XI-XII                        | Vacarisses                                             | 41° 36′ 36″ N, 1° 54′ 28″ E / 41.610035°N,1.907721°E | RI-51-0005752 | La Torrota (Vacarisses) · Vegeu més fotos d'aquest monument · Carregueu una nova foto d'aquest monument                                        |
| Casa de l'Obac, Casa Nova de l'Obac                                | BCIL 2003    | Obra popular XIX              | Vacarisses Ctra. B-122 km 10                           | 41° 37′ 18″ N, 1° 57′ 15″ E / 41.621666°N,1.95403°E  | IPA-27590     | Casa de l'Obac (Vacarisses) · Vegeu més fotos d'aquest monument · Carregueu una nova foto d'aquest monument                                    |
| Església parroquial de Sant Pere i Sant Feliu                      | BCIL 2011    | Neoclassicisme XI, XVIII      | Vacarisses Pl. de l'Església                           | 41° 36′ 26″ N, 1° 55′ 03″ E / 41.607169°N,1.917566°E | IPA-28275     | Església parroquial de Sant Pere i Sant Feliu (Vacarisses) · Vegeu més fotos d'aquest monument · Carregueu una nova foto d'aquest monument     |
| Can Ferrevell                                                      | BCIL 2016    | Obra popular                  | Vacarisses C. de l'Església, 2                         | 41° 36′ 26″ N, 1° 55′ 02″ E / 41.607139°N,1.917230°E | IPA-28282     | Can Ferrevell (Vacarisses) · Vegeu més fotos d'aquest monument · Carregueu una nova foto d'aquest monument                                     |
| Cal Domènech                                                       |              | Obra popular                  | Vacarisses C. Sant Ignasi, 6                           | 41° 36′ 35″ N, 1° 54′ 56″ E / 41.609771°N,1.915494°E | IPA-28283     | Cal Domènech (Vacarisses) · Vegeu més fotos d'aquest monument · Carregueu una nova foto d'aquest monument                                      |
| Masia Torreblanca                                                  | BCIL 2019    | Obra popular                  | Vacarisses Urbanització Torreblanca                    | 41° 35′ 49″ N, 1° 55′ 37″ E / 41.596845°N,1.926929°E | IPA-28284     | Carregueu una nova foto d'aquest monument |
| Casa vella de l'Obac                                               | BCIL 2011    | Obra popular IX-XI, XVIII-XIX | Vacarisses                                             | 41° 37′ 36″ N, 1° 57′ 24″ E / 41.626743°N,1.956649°E | IPA-36790     | Casa vella de l'Obac (Vacarisses) · Vegeu més fotos d'aquest monument · Carregueu una nova foto d'aquest monument                              |
| Pou de glaç de l'Obac Vell, pou de glaç de la Portella             | BCIL 2011    | Obra popular XVIII            | Vacarisses Prop de l'Obac Vell                         | 41° 37′ 42″ N, 1° 57′ 34″ E / 41.628362°N,1.959372°E | IPA-36791     | Pou de glaç de l'Obac Vell (Vacarisses) · Modifica el valor a Wikidata · Carregueu una nova foto d'aquest monument                             |
| Pou de Ca la Quima, Pou del carrer del Pou                         | BCIL 2011    | XX                            | Vacarisses C. Alfons Sala - carreró de la Font del Pou | 41° 36′ 28″ N, 1° 55′ 03″ E / 41.60772°N,1.91747°E   | IPA-40507     | Pou de Ca la Quima (Vacarisses) · Vegeu més fotos d'aquest monument · Carregueu una nova foto d'aquest monument                                |
| Pou de glaç de l'Estepar                                           | BCIL 2011    |                               | Vacarisses Prop del camí Ral de Manresa a Barcelona    |                                                      | IPA-40508     | Carregueu una nova foto d'aquest monument |
| Molí fariner de Can Còdol                                          | BCIL 2011    | XVIII                         | Vacarisses                                             | 41° 37′ 14″ N, 1° 54′ 36″ E / 41.62044°N,1.91006°E   | IPA-40510     | Carregueu una nova foto d'aquest monument |
| Barraca de pedra seca de la Barromba                               | BCIL 2011    |                               | Vacarisses                                             |                                                      | IPA-40513     | Carregueu una nova foto d'aquest monument |
| Barraca de pedra seca de la zona de la Torrella 1                  | BCIL 2011    |                               | Vacarisses                                             | 41° 34′ 59″ N, 1° 54′ 16″ E / 41.583062°N,1.904461°E | IPA-40514     | Barraca de pedra seca de la zona de la Torrella 1 (Vacarisses) · Vegeu més fotos d'aquest monument · Carregueu una nova foto d'aquest monument |
| Barraca de pedra seca de la zona de la Torrella 2                  | BCIL 2011    |                               | Vacarisses                                             | 41° 34′ 58″ N, 1° 54′ 13″ E / 41.582856°N,1.903596°E | IPA-40515     | Barraca de pedra seca de la zona de la Torrella 2 (Vacarisses) · Vegeu més fotos d'aquest monument · Carregueu una nova foto d'aquest monument |
| Barraca de pedra seca de la zona de la Torrella 3                  | BCIL 2011    |                               | Vacarisses                                             |                                                      | IPA-40516     | Carregueu una nova foto d'aquest monument |
| Barraca de pedra seca de la zona de la Torrella Orpina             | BCIL 2011    |                               | Vacarisses                                             |                                                      | IPA-40517     | Carregueu una nova foto d'aquest monument |
| Barraca de pedra seca de la zona de la Torrella darrere el Polígon | BCIL 2011    |                               | Vacarisses                                             |                                                      | IPA-40518     | Carregueu una nova foto d'aquest monument |
| Forn de calç del Solitari                                          |              | Obra popular                  | Vacarisses                                             |                                                      | IPA-41608     | Carregueu una nova foto d'aquest monument |
| Forn de calç torrent Obaga de Can Torrella                         |              | Obra popular                  | Vacarisses Camí del Torrent Obaga de Can Torrella      |                                                      | IPA-46039     | Carregueu una nova foto d'aquest monument |

## Viladecavalls
| Monument                                     | Protecció    | Estil/època                                   | Localització                                  | Coordenades                                          | Codi?         | Imatge |
| -------------------------------------------- | ------------ | --------------------------------------------- | --------------------------------------------- | ---------------------------------------------------- | ------------- | --- |
| Castell de Toudell                           | BCIN 1759-MH | Medieval                                      | Viladecavalls Polígon Industrial Can Mir      | 41° 33′ 09″ N, 1° 58′ 12″ E / 41.552598°N,1.969882°E | RI-51-0005768 | Carregueu una nova foto d'aquest monument                                                                                                   |
| Església parroquial de Sant Martí de Sorbet  |              | Neoclassicisme, historicisme XVIII Final, XIX | Viladecavalls Pl. de l'Església               | 41° 33′ 28″ N, 1° 57′ 18″ E / 41.557742°N,1.954894°E | IPA-28286     | Església parroquial de Sant Martí de Sorbet (Viladecavalls) · Vegeu més fotos d'aquest monument · Carregueu una nova foto d'aquest monument |
| Capella de Santa Maria de Toudell o Taudell  | BCIL 2003    | Romànic XII                                   | Viladecavalls Prop de la masia Can Tries      | 41° 33′ 47″ N, 1° 58′ 48″ E / 41.562966°N,1.980006°E | IPA-28292     | Capella de Santa Maria de Toudell (Viladecavalls) · Vegeu més fotos d'aquest monument · Carregueu una nova foto d'aquest monument           |
| Can Tries                                    | BCIL 2003    | Obra popular XVIII                            | Viladecavalls C. de Santa Maria de Toudell, 3 | 41° 33′ 46″ N, 1° 58′ 48″ E / 41.562804°N,1.979937°E | IPA-28294     | Carregueu una nova foto d'aquest monument                                                                                                   |
| Can Corbera                                  |              | Obra popular XX Inici                         | Viladecavalls                                 | 41° 33′ 45″ N, 1° 57′ 32″ E / 41.562542°N,1.958834°E | IPA-28295     | Carregueu una nova foto d'aquest monument                                                                                                   |
| Can Boixeres                                 | BCIL 2003    | Eclecticisme XX Inici                         | Viladecavalls                                 | 41° 34′ 29″ N, 1° 57′ 01″ E / 41.57468°N,1.95024°E   | IPA-28297     | Can Boixeres (Viladecavalls) · Vegeu més fotos d'aquest monument · Carregueu una nova foto d'aquest monument                                |
| Can Gonteres                                 |              | Obra popular XVIII                            | Viladecavalls Ctra. de Sant Llorenç, 50       | 41° 34′ 05″ N, 1° 58′ 34″ E / 41.568128°N,1.976039°E | IPA-28298     | Carregueu una nova foto d'aquest monument                                                                                                   |
| Sant Miquel de Toudell o Taudell             | BCIL 2003    | Romànic XII, XVIII                            | Viladecavalls Can Mir                         | 41° 33′ 10″ N, 1° 58′ 12″ E / 41.552709°N,1.970107°E | IPA-28299     | Sant Miquel de Toudell (Viladecavalls) · Vegeu més fotos d'aquest monument · Carregueu una nova foto d'aquest monument                      |
| Can Trullàs                                  | BCIL 2003    | Obra popular XVII, XX                         | Viladecavalls                                 | 41° 33′ 17″ N, 1° 56′ 42″ E / 41.554643°N,1.944955°E | IPA-34856     | Carregueu una nova foto d'aquest monument                                                                                                   |
| Can Cabassa                                  | BCIL 2003    | Obra popular XVI                              | Viladecavalls                                 | 41° 32′ 16″ N, 1° 57′ 20″ E / 41.537886°N,1.955429°E | IPA-34857     | Carregueu una nova foto d'aquest monument                                                                                                   |
| Can Marcet                                   | BCIL 2003    | Obra popular XIV, XIX                         | Viladecavalls Serra de Collcardús             | 41° 33′ 42″ N, 1° 55′ 49″ E / 41.561641°N,1.930282°E | IPA-34858     | Carregueu una nova foto d'aquest monument                                                                                                   |
| Can Sanahuja                                 | BCIL 2003    | Obra popular XVIII                            | Viladecavalls                                 | 41° 31′ 58″ N, 1° 56′ 23″ E / 41.532870°N,1.939831°E | IPA-34859     | Carregueu una nova foto d'aquest monument                                                                                                   |
| Can Coromines                                | BCIL 2003    | Obra popular XIX                              | Viladecavalls                                 | 41° 32′ 30″ N, 1° 57′ 21″ E / 41.541628°N,1.955908°E | IPA-34860     | Carregueu una nova foto d'aquest monument                                                                                                   |
| Can Boada de les Parentes                    | BCIL 2003    | Obra popular XVIII, XVI                       | Viladecavalls Serra de Collcardús             | 41° 34′ 17″ N, 1° 56′ 22″ E / 41.571435°N,1.939368°E | IPA-34861     | Carregueu una nova foto d'aquest monument                                                                                                   |
| Can Mitjans de Guardiola                     | BCIL 2003    | Obra popular XVIII, XII                       | Viladecavalls                                 | 41° 33′ 52″ N, 1° 58′ 03″ E / 41.564458°N,1.967462°E | IPA-34862     | Carregueu una nova foto d'aquest monument                                                                                                   |
| Can Baiona                                   | BCIL 2003    | Obra popular XVI                              | Viladecavalls                                 | 41° 33′ 03″ N, 1° 56′ 01″ E / 41.550972°N,1.933672°E | IPA-34863     | Carregueu una nova foto d'aquest monument                                                                                                   |
| Can Garriga                                  | BCIL 2003    | Obra popular XIX                              | Viladecavalls                                 | 41° 32′ 49″ N, 1° 57′ 34″ E / 41.546831°N,1.959494°E | IPA-34864     | Carregueu una nova foto d'aquest monument                                                                                                   |
| Biblioteca Pere Calders, annexos de Can Turu |              | Obra popular XX                               | Viladecavalls Masia Can Turu                  | 41° 33′ 12″ N, 1° 57′ 03″ E / 41.553426°N,1.950894°E | IPA-39987     | Biblioteca Pere Calders (Viladecavalls) · Modifica el valor a Wikidata · Carregueu una nova foto d'aquest monument                          |
| Forn del Roure                               |              | Obra popular XIX-XX                           | Viladecavalls                                 |                                                      | IPA-41609     | Carregueu una nova foto d'aquest monument                                                                                                   |
| Forn del Riscal                              |              | Obra popular XIX-XX                           | Viladecavalls                                 |                                                      | IPA-41610     | Carregueu una nova foto d'aquest monument                                                                                                   |
| Forn de Can Margarit II                      |              | Obra popular XIX-XX                           | Viladecavalls                                 |                                                      | IPA-41611     | Carregueu una nova foto d'aquest monument                                                                                                   |
| Molí de Can Cabassa                          |              | Obra popular                                  | Viladecavalls                                 |                                                      | IPA-52201     | Carregueu una nova foto d'aquest monument                                                                                                   |

El Viaducte del Boixadell està entre els municipis de Viladecavalls i Olesa de Montserrat (Baix Llobregat). Vegeu també la llista de monuments d'Olesa de Montserrat.